# Cranberry Production
Cranberry Production (ursprünglich: 4HEAD Studios) war ein Entwicklungsstudio für Videospiele in Hannover, das sich durch Point-and-Click-Adventures und Wirtschaftssimulationen einen Namen machte.

## Geschichte
Das Entwicklungsstudio wurde 1997 von Lars Martensen und Tobias Severin unter dem Namen AHEAD Entertainment Software GmbH (AG Hannover, HRB 56490) in Hannover gegründet. Nach außen trat das Unternehmen unter dem Namen 4HEAD Studios auf. Martensen hatte vorher eine Kooperation mit Sunflowers, die die von ihm und Matthis Kriesell entwickelten Spiele Die Fugger und Die Fugger II produzierten und vermarkteten. Im Oktober 2007 wurde 4HEAD von Dtp entertainment aufgekauft und in Cranberry Production umbenannt. Das erste Spiel unter dem neuen Namen war das Adventure Mata Hari, das im November 2008 erschien. In der Folge machte sich das Studio durch zwei Nachfolger der erfolgreichen Adventure-Marke Black Mirror einen Namen. 2010 wurde das Bremer dtp-Studio House of Tales nach Hannover verlegt und mit Cranberry Production verschmolzen, was das Ende des traditionsreichen Adventureproduzenten bedeutete. 2012, kurz nach Fertigstellung des Cranberry-Projekts Lost Chronicles of Zerzura, verkündete Eigentümer dtp die Verschmelzung des Studios mit der dtp-Zentrale in Hamburg sowie die daraus folgende Auflösung des Standortes Hannover. 2013 wurde das verbleibende, nun in Hamburg ansässige, Cranberry-Team vom Frankfurter Spieleentwickler Deck13 aufgekauft und in Deck13 Hamburg umgetauft.

## Produkte (Auszug)
| Titel                           | Publisher          | Genre                 | Jahr | Plattformen          | Anmerkung                                              |
| ------------------------------- | ------------------ | --------------------- | ---- | -------------------- | ------------------------------------------------------ |
| Die Gilde                       | Jowood             | Wirtschaftssimulation | 2002 | Windows              | geistiger Nachfolger von Die Fugger II                 |
| Big Biz Tycoon 2                | Activision         | Wirtschaftssimulation | 2003 | Windows              |                                                        |
| Back to Gaya                    | East Entertainment | Action-Adventure      | 2005 | Windows              | Umsetzung des gleichnamigen Films                      |
| Die Reitakademie                | Dtp entertainment  | Sportsimulation       | 2006 | Windows              |                                                        |
| Die Gilde 2                     | Deep Silver        | Wirtschaftssimulation | 2006 | Windows              |                                                        |
| My Boyfriend                    | Dtp entertainment  | Lebenssimulation      | 2006 | Windows              |                                                        |
| Mata Hari                       | Dtp entertainment  | Adventure             | 2008 | Windows              | Nacherzählung von Abschnitten des Lebens der Mata Hari |
| Black Mirror 2                  | Dtp entertainment  | Adventure             | 2009 | Windows              | Teil 1 stammte von Future Games                        |
| Crazy School Games              | Dtp entertainment  | Minispielesammlung    | 2009 | Nintendo DS          |                                                        |
| Black Mirror 3                  | Dtp entertainment  | Adventure             | 2011 | Windows              |                                                        |
| Mystery Agency: Visions of Time | Dtp entertainment  | Wimmelbild-Adventure  | 2011 | iOS, Mac-OS, Windows |                                                        |
| Lost Chronicles of Zerzura      | Dtp entertainment  | Adventure             | 2012 | Windows              |                                                        |